# Virbia hypophaea
Virbia hypophaea là một loài bướm đêm thuộc phân họ Arctiinae, họ Erebidae.